# Vendée Les Herbiers Football
Vendée Les Herbiers Football (VHF), is een Franse voetbalclub uit Les Herbiers, uitkomend in de Championnat National 2. De club is opgericht in 1919 en speelt haar thuiswedstrijden in Stade Massabielle, welke plaats biedt aan 5.000 toeschouwers.

## Historie

### Beginjaren
In 1919 werd de club opgericht door vader Albert Rousseau onder de naam Alouette Sport. Het werd de eerste sportvereniging in de Franse gemeente. De club bestond destijds uit slechts twintig spelers en trainde op de grond waar tegenwoordig Stade Massabielle zich bevindt. Op 15 juni 1923 veranderde Rousseau de naam van de club naar Les Herbiers Sports. Het duurde echter tot 1936 voordat de club voor het eerst deel ging nemen aan een competitie.
In 1941 werd een rivaliserende club opgericht in het naburige Petit-Bourg des Herbiers, een gemeente die in 1964 samen met Ardelay en Les Herbiers opging tot het huidige Les Herbiers. De club heette "Coqs du Bocage" en speelde samen met Les Herbiers Sports in dezelfde competitie. De voorzitters van deze twee clubs, respectievelijk Albert Rousseau en Eugène Huvelin, overwogen om de twee clubs te laten fuseren om zodoende een beter team te ontwikkelen. Dit werd gedaan op 7 maart 1947, toen tijdens een buitengewone algemene vergadering de fusie tussen de twee clubs werd goedgekeurd. De fusie vond officieel plaats op 10 januari 1949. De naam werd hierna veranderd naar Entente Sportive Herbretaise (ESH). Deze naam had de club voor bijna vijftig jaar.
In de jaren die volgden speelde de club in verscheidene provinciale en regionale competities. In 1999 werd promotie naar de CFA 2 afgedwongen.

### Opmars naar de Championnat National
In het seizoen 1999/2000 kwam de club voor het eerst uit in de CFA 2. In de Coupe de France 1999/2000 bereikte ESH de zestiende finale na een 3−0 overwinning op AFC Compiègne (destijds uitkomend in de Division d'Honneur). Hierin bleek Stade Rennais te sterk. Dit was op dat moment het beste resultaat van de ploeg in de Franse beker. In 2002 veranderde de naam van de club voor de derde maal, ditmaal in Les Herbiers Vendée Football (HVF). In het seizoen 2005/06 slaagde de club erin om te promoveren naar de CFA. Het eindigde het seizoen met 93 punten, 7 punten meer dan de reserves van LB Châteauroux, die op de tweede plaats eindigden. De club besloot met ingang van het volgende seizoen haar naam te veranderen naar Vendée Les Herbiers Football (VHF). VHF wist echter maar acht duels te winnen en degradeerde na een seizoen alweer terug naar de CFA2.
In het seizoen 2008/09 werd de club tweede in Groupe G achter de reserves van Tours FC, die er met het kampioenschap vandoor gingen. Laatstgenoemde voldeed echter niet aan de eisen voor promotie, waardoor dit recht naar Les Herbiers ging. In het tweede seizoen op het hoogste amateurniveau werd een achtste plaats behaald. In 2013 nam Les Herbiers afscheid van trainer Thomas Fernandez, die aan de slag ging bij de jeugd van Olympique Marseille. Zijn opvolger was Franck Rizzetto, die eerder Paris Saint-Germain B onder zijn hoede had.
In 2015 promoveerde Les Herbiers onder leiding van Rizzetto voor het eerst in haar historie naar de Championnat National. De club eindigde weliswaar op de tweede plaats achter de reserves van FC Lorient, maar doordat reserve-elftallen niet mogen promoveren naar de Championnat National, was het Les Herbiers dat de stap maakte naar het derde niveau. In 2016 zou de club normaal gedegradeerd zijn, maar werd gered door financiële problemen van andere clubs waardoor er minder ploegen moesten degraderen.

### Finale Coupe de France
Tot het seizoen 2017/18 was het halen van de zestiende finale de beste prestatie van de club. In het seizoen 1999/00 verloren ze deze van Stade Rennais en in het seizoen 2016/17 van EA Guingamp. De club bereikte de finale van de Coupe de France 2017/18 door het verslaan van AJ Auxerre in de achtste finale, RC Lens in de kwartfinale en FC Chambly in de halve finale. De finale werd met 0-2 verloren van Paris Saint-Germain maar het team kreeg een staande ovatie van de fans van beide clubs en aanvoerder Sébastien Flochon werd door het winnende team uitgenodigd bij de uitreiking de beker mee omhoog te houden. Enkele dagen later degradeerde de club naar het Championnat National 2.

## Spelers

### Selectie 2017/18
| Nr.           | Naam                 | Nationaliteit | Geboortedatum | Vorige club                         |
| ------------- | -------------------- | ------------- | ------------- | ----------------------------------- |
| Keepers       |                      |               |               |                                     |
| 1             | Matthieu Pichot      | Frankrijk     | 20-09-1989    | CA Bastia (2015-2016)               |
| 16            | Jean Louchet         | Frankrijk     | 03-12-1996    | Stade Reims B (2016-2017)           |
| 30            | Esteban Salles       | Frankrijk     | 02-03-1994    | Trélissac FC (2015-2016)            |
| Verdedigers   |                      |               |               |                                     |
| 5             | Adrien Pagerie       | Frankrijk     | 08-05-1992    | US Orléans (2015-2017)              |
| 13            | Kalifa Traoré        | Mali          | 16-02-1991    | Angers SCO (2014−2016)              |
| 17            | Jérémy Fahrasmane    | Frankrijk     | 07-02-1993    | Girondins de Bordeaux B (2011−2014) |
| 21            | Romuald Marie        | Frankrijk     | 19-05-1988    | Paris FC (2016-2017)                |
| 22            | Aymerick Saubion     | Frankrijk     | 22-04-1997    | Chamois Niortais FC B               |
| 23            | Franck Héry          | Frankrijk     | 26-04-1993    | EA Guingamp (2014−2016)             |
| 24            | Quentin Bonnet       | Frankrijk     | 08-07-1990    | US Avranches (2015-2016)            |
| 25            | Benjamin Brelivet    | Frankrijk     | 25-04-1992    | Quimper KFC (2011-2012)             |
| 26            | Guillaume Dequaire   | Frankrijk     | 11-07-1990    | LB Châteauroux (2015-2017)          |
| 35            | Achille Robin        | Frankrijk     | 20-05-1997    | La Roche VF (2015-2016)             |
| Middenvelders |                      |               |               |                                     |
| 6             | Sébastien Flochon    | Frankrijk     | 19-01-1993    | CA Bastia (2015-2016)               |
| 7             | Joachim Eickmayer    | Frankrijk     | 11-01-1993    | Amiens SC (2015-2017)               |
| 8             | Alexis Mané          | Frankrijk     | 30-04-1997    | EA Guingamp (2016-2017)             |
| 9             | Claude Koutob        | Frankrijk     | 26-12-1995    | Le Poiré-sur-Vie (2015-2017)        |
| 14            | Clément Couturier    | Frankrijk     | 13-09-1993    | FC Chambly (2016-2017)              |
| 19            | Pierre Germann       | Frankrijk     | 05-03-1985    | Luçon FC (2010-2016)                |
| 28            | Valentin Vanbaleghem | Frankrijk     | 09-10-1996    | Lille OSC B (2013−heden)            |
| Aanvallers    |                      |               |               |                                     |
| 10            | Ambroise Gboho       | Ivoorkust     | 06-08-1994    | SAS Épinal (2016-2017)              |
| 11            | Rodrigue Bongongui   | Kameroen      | 07-02-1993    | Paris FC (2013-2017)                |
| 18            | Kévin Rocheteau      | Frankrijk     | 10-07-1993    | Chamois Niortais FC (2013-heden)    |
| 20            | Adrian Dabasse       | Frankrijk     | 27-07-1993    | Chamois Niortais FC (2015-heden)    |
| 27            | Axel Dabin           | Frankrijk     | 03-11-1995    | SO Cholet (2015-2017)               |
| 29            | Moulaye Idrissa Ba   | Frankrijk     | 11-11-1990    | FBBP 01 (2014-2016)                 |
| 33            | Pierre Durand        | Frankrijk     | 31-07-1997    | La Roche VF (2013-2017)             |
| 34            | Teddy Negrit         | Frankrijk     | 11-03-1998    | La Roche VF (2015-2017)             |

## Erelijst
| Nationaal | Regionaal en departementaal |
| --- | --- |
| - Coupe de France - Vicekampioen: 2018 - Championnat de France amateur - Vicekampioen Groupe D : 2015 - Championnat de France amateur 2 - Winnaar Groupe G : 2006 - Vicekampioen Groupe G : 2009 | - Division d'Honneur Atlantique - Winnaar : 1999 - Vicekampioen : 1985, 1997 - Division Supérieure Régionale - Winnaar : 1994 - Promotion d'Honneur - Winnaar : 1970 - D1 de District Vendée - Winnaar : 1949 - D2 de District Vendée - Winnaar : 1951 - Coupe Atlantique - Winnaar : 1976, 1979, 2013 - Coupe de Vendée - Winnaar : 1958, 1971, 1997, 2010, 2016 |

## Eindklasseringen
| Seizoen   | №  | Clubs | Divisie                         | WG | W  | G  | V  | Saldo | Punten | Tsch  |
| --------- | -- | ----- | ------------------------------- | -- | -- | -- | -- | ----- | ------ | ----- |
| 1998−1999 | 1  | 14    | Division d'Honneur Atlantique   | 26 | 17 | 8  | 1  | 63-25 | 85     |       |
| 1999–2000 | 8  | 16    | Championnat de France amateur 2 | 30 | 10 | 9  | 11 | 39–37 | 69     |       |
| 2000–2001 | 10 | 16    | Championnat de France amateur 2 | 30 | 9  | 12 | 9  | 33–37 | 69     |       |
| 2001–2002 | 11 | 16    | Championnat de France amateur 2 | 30 | 11 | 5  | 14 | 43–55 | 68     |       |
| 2002–2003 | 10 | 16    | Championnat de France amateur 2 | 30 | 9  | 12 | 9  | 40–39 | 69     |       |
| 2003–2004 | 4  | 16    | Championnat de France amateur 2 | 30 | 16 | 7  | 7  | 55–38 | 84     |       |
| 2004–2005 | 4  | 15    | Championnat de France amateur 2 | 28 | 11 | 12 | 5  | 40–27 | 73     |       |
| 2005–2006 | 1  | 16    | Championnat de France amateur 2 | 30 | 19 | 6  | 5  | 48–16 | 93     |       |
| 2006–2007 | 16 | 18    | Championnat de France amateur   | 34 | 8  | 12 | 14 | 40–49 | 70     | 1.650 |
| 2007–2008 | 8  | 16    | Championnat de France amateur 2 | 30 | 11 | 12 | 7  | 43–28 | 75     |       |
| 2008–2009 | 2  | 17    | Championnat de France amateur 2 | 32 | 16 | 9  | 7  | 43–27 | 89     |       |
| 2009–2010 | 8  | 18    | Championnat de France amateur   | 34 | 12 | 13 | 9  | 48–44 | 82     | 1.401 |
| 2010–2011 | 4  | 17    | Championnat de France amateur   | 32 | 12 | 10 | 10 | 48–36 | 78     | 1.425 |
| 2011–2012 | 6  | 18    | Championnat de France amateur   | 34 | 14 | 9  | 11 | 39–40 | 85     | 1.078 |
| 2012–2013 | 3  | 18    | Championnat de France amateur   | 34 | 16 | 9  | 9  | 51–30 | 91     | 956   |
| 2013–2014 | 3  | 16    | Championnat de France amateur   | 30 | 13 | 11 | 6  | 46–26 | 80     | 1.100 |
| 2014–2015 | 2  | 16    | Championnat de France amateur   | 30 | 17 | 5  | 8  | 50–26 | 86     | ?     |
| 2015–2016 | 15 | 18    | Championnat National            | 34 | 8  | 15 | 11 | 44–51 | 39     | 1.635 |
| 2016–2017 | 13 | 18    | Championnat National            | 34 | 8  | 15 | 11 | 38–42 | 39     | 1.370 |
| 2017–2018 | 15 | 17    | Championnat National            | 32 | 9  | 12 | 11 | 37–45 | 39     | ?     |
| 2018–2019 | 2  | 16    | Championnat National 2 Groep B  | 30 | 14 | 8  | 8  | 41–27 | 50     | ?     |
| 2019–2020 | 4  | 16    | Championnat National 2 Groep C  | 20 | 11 | 2  | 7  | 29-19 | 35     | ?     |